# Gros Piton
Pour les articles homonymes, voir Piton (homonymie).
Le Gros Piton est l'une des deux montagnes surplombant la baie de la Soufrière dans le sud-ouest de Sainte-Lucie. Le Gros Piton se situe à l'extrémité sud de la baie, près de Beaumont. Cette montagne culmine à 786 m d'altitude, ce qui en fait le second relief de Sainte-Lucie après le mont Gimie.

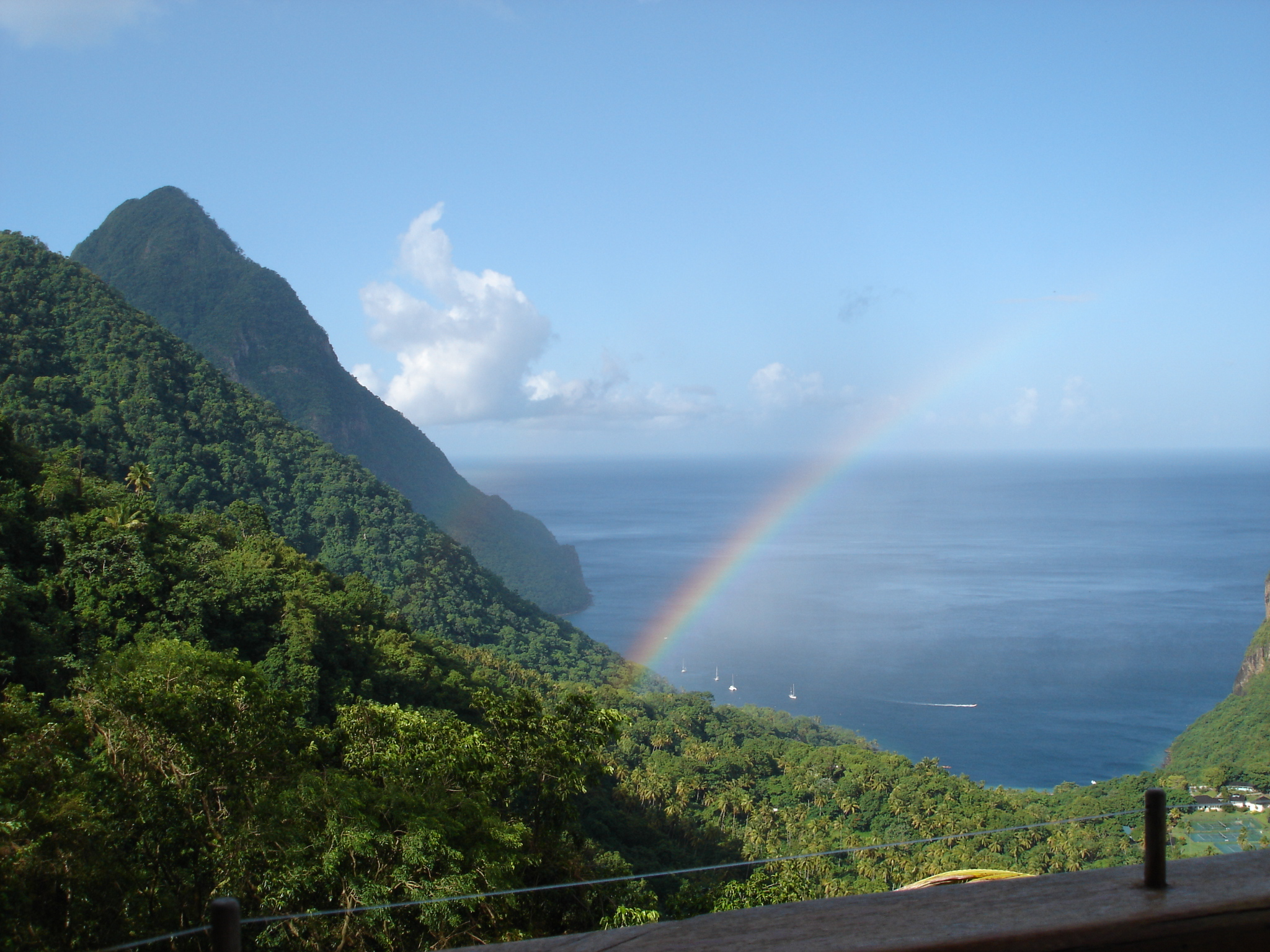
Vue du Gros Piton